# NGC 3336
NGC 3336 (другие обозначения — ESO 437-36, MCG -5-25-36, AM 1037-273, IRAS10379-2730, PGC 31754) — спиральная галактика с перемычкой (SBc) в созвездии Гидра.
Этот объект входит в число перечисленных в оригинальной редакции «Нового общего каталога».
В галактике вспыхнула сверхновая SN 1984S, её пиковая видимая звездная величина составила 15,0.
Галактика NGC 3336 входит в состав группы галактик NGC 3314B. Помимо NGC 3336 в группу также входят ещё 32 галактики.